# Кальдеаренас
Кальдеаренас (ісп. Caldearenas, араг. Candarenas) — муніципалітет в Іспанії, у складі автономної спільноти Арагон, у провінції Уеска. Населення — 246 осіб (2009).
Муніципалітет розташований на відстані близько 350 км на північний схід від Мадрида, 29 км на північ від Уески.
На території муніципалітету розташовані такі населені пункти: (дані про населення за 2009 рік)
- Ансаніго: 21 особа
- Акілуе: 30 осіб
- Кальдеаренас: 27 осіб
- Естальйо: 7 осіб
- Хав'єррелатре: 84 особи
- Латре: 44 особи
- Сан-Вісенте: 14 осіб
- Серуе: 18 осіб
- Сьєсо-де-Хака: 1 особа

## Демографія
Динаміка населення (INE ):